# Mastixiodendron pachyclados
Mastixiodendron pachyclados là một loài thực vật có hoa trong họ Thiến thảo. Loài này được (K.Schum.) Melch. mô tả khoa học đầu tiên năm 1925.